# Национальное собрание (Центральноафриканская Республика)
Национальное собрание (фр. Assemblée nationale) — нижняя палата парламента Центральноафриканской Республики. По сути, это однопалатный парламент, поскольку Сенат, предусмотренный Конституцией 2015 года, до сих пор не создан.

## История
Национальное собрание было сформировано после выборов, состоявшихся 13 марта и 8 мая 2005 года, и насчитывало в общей сложности 105 членов. 
Законодательный орган Центральноафриканской Республики ранее был двухпалатным учреждением, известным как Конгресс, нижней палатой которого была Национальная ассамблея; верхняя палата называлась Экономическим и региональным советом. 
Национальное собрание было распущено 11 января 2014 г., и были проведены новые выборы в законодательные органы в соответствии с соглашением о прекращении огня, подписанным между правительством и повстанческой коалицией «Селека» 11 января 2013 г. в Либревиле, Габон. Согласно соглашению, было сформировано правительство национального единства и избран премьер-министр от оппозиционных партий.
Национальное собрание является нижней палатой парламента Центральноафриканской Республики с момента ратификации Конституции Центральноафриканской Республики 27 марта 2016 года.

## Система голосования
140 депутатов избираются по одномандатным округам абсолютным большинством голосов. Члены избираются в одномандатных округах по двухраундовой системе на пятилетний срок. Кандидаты должны быть не моложе 25 лет и должны внести залог в размере 250 000 франков КФА, которые они получат обратно, если получат более 10% голосов в своем избирательном округе. До 2020 года залог составлял 100 000 франков КФА и выплачивался пополам, если кандидаты набирали не менее 5%. Если ни один из кандидатов не набирает более половины голосов, проводится второй тур между двумя кандидатами, набравшими большее количество голосов. В случае ничьей предпочтение отдается женщинам. Если оба кандидата одного пола, побеждает старший.